# Poliesportiu d’Andorra
Poliesportiu d’Andorra – hala widowiskowo-sportowa w mieście Andora, stolicy Andory. Została otwarta w 1991 roku. Może pomieścić 5000 widzów. Swoje spotkania rozgrywają na niej koszykarze klubu BC Andorra. Obiekt znajduje się tuż przy Stadionie Narodowym.
Hala została otwarta w 1991 roku. Obiekt powstał przy boisku Camp d’Esports del M.I. Consell General, które w latach 2013–2014 przebudowano na Stadion Narodowy. Obok znajduje się również druga, mniejsza hala sportowa o pojemności 400 widzów („Pavelló Joan Alay”). W hali swoje spotkania rozgrywają koszykarze klubu BC Andorra, występującego w hiszpańskich rozgrywkach ligowych.